# 辛奈西斯

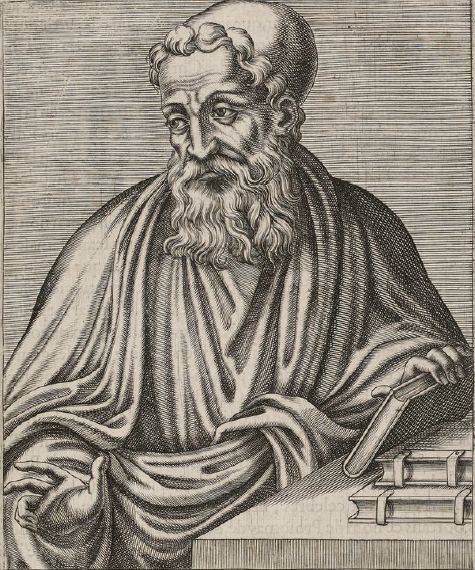
辛奈西斯像

辛奈西斯，古代利比亚昔兰尼加托勒密希腊人主教、哲学家、作家和诗人，生活于公元4世纪至5世纪，希腊化古埃及新柏拉图主义学者希帕提娅的学生。他致力于调和柏拉图主义和基督教思想，曾在君士坦丁堡生活了3年并参与了拜占庭帝国的权力斗争。